# Cyclops
 For alternative betydninger, se Cyclops (flertydig). (Se også artikler, som begynder med Cyclops)
Cyclopser er små, ferskvands- og brakvandslevende vandlopper (krebsdyr) med en T-formet krop, der gør dem lette at genkende. Cyclopser er mellem 0,5 og 3 mm lange. De har en oval krop med et pandeøje og to vinkelret udstående, ugrenede antenner. Bagkroppen er meget smal. En hun har ofte to frithængende ægsække. Arterne er dog svære at kende forskel på, og det skyldes, at de stort set er ens i hovedtrækkene og kun afviger i små detaljer.
Cyclopser lever i stillestående vande, dvs. mest i ferskvand, men nogle arter lever også i brakvand. Udviklingen fra æg til kønsmoden voksen går over i alt 13 stadier, der er adskilt af hudskifter. Om sommeren klækkes æggene efter ca. en uge, mens det sidste efterårskuld ofte bæres gennem hele vinteren og først klækkes i det tidlige forår.